# خودانگاره

نمایش کارتونی از خودانگاره. در حالی که به‌طور متعارف جذاب نیست به خاطر چاقیش (۱)، با این حال، موضوع نمونه خود را چنین می‌بیند (۲)، هرچند با احتیاط (?).

خودانگاره (به انگلیسی: Self-image)، تصویری ذهنی است، عموماً از نوعی کاملاً مقاوم در برابر تغییر، که نه تنها جزئیاتی را به تصویر می‌کشد که به‌طور بالقوه برای بررسی عینی دیگران (قد، وزن، رنگ مو، و غیره) در دسترس هستند، بلکه موارد دیگری را نیز به تصویر می‌کشد. افراد از تجربیات شخصی خود یا از طریق درونی کردن قضاوت‌های دیگران، دربارهٔ خود یادگرفته‌اند.
خودانگاره می‌تواند بر تن‌انگاره بر نوع و رفتار تغذیه نیز اثرگذار باشد.

## انواع خودانگاره
خودانگاره ممکن است از شش نوع تشکیل شود:
1. خودانگاره ناشی از اینکه فرد چگونه خود را می‌بیند.
2. تصویری از خود که ناشی از این است که دیگران چگونه فرد را می‌بینند.
3. تصویر از خود ناشی از این است که فرد چگونه خود را درک می‌کند.
4. تصویر از خود ناشی از این است که فرد چگونه افراد را چگونه می‌بیند.
5. تصویر از خود ناشی از این است که دیگران چگونه خود را می‌بینند.
6. تصویر از خود ناشی از این است که دیگران چگونه فرد را می‌بینند.